# Calendário Holoceno
Ano atual: 12025 EH.
O Calendário Holoceno, termo popular para a Era Holocena ou Era Humana, é uma variante do Calendário Juliano-Gregoriano que procura ter como data-base os tempos do início do Holoceno por meramente adicionar 10.000 aos anos Juliano-Gregorianos ocorridos depois de Cristo e 10.001 aos anos Julianos antes de Cristo.  Desta forma, e apesar do nome dado ao calendário, não se presume que o ano 1 deste sistema de contagem corresponda exatamente ao início do Holoceno; é um marco arbitrário para o início do que se chamaria "Era Humana", daí a abreviação EH (Era Humana) para os anos do calendário.
O Calendário Holoceno inicia-se no Ano Zero EH, correspondente ao ano 10.001 aC da Era Comum (ou Era Cristã) – ano escolhido para facilitar-se a conversão entre as duas eras, devido à inexistência do ano zero nos calendários Juliano e Gregoriano. Assim o ano 10.000 aC corresponde ao ano 1 EC.
Para todos os anos Juliano-Gregorianos a partir do ano 1000 depois de Cristo, basta adicionar "1" à esquerda do número do ano para se obter a conversão de um calendário para o outro.

## Motivação
A proposta de Cesare Emiliani era resolver vários problemas com a corrente era Anno Domini, cuja numeração dos anos acabou por se tornar norma mundial.
Dentre os problemas com os Anno Domini, ressalta-se que:
- A Era Anno Domini (ou Era Comum, como o preferem os não Cristãos, sobretudo historiadores Judeus e Muçulmanos laicos) tem como ponto de partida o dia 1º de janeiro do ano 1 depois de Cristo, isto é, o sétimo dia após o 25 de dezembro que se convencionou ter sido o dia do nascimento de Jesus Cristo.  Este ano 1 corresponde ao ano 754 da fundação de Roma, segundo um cálculo feito por Dionísio Exíguo mais de quinhentos anos depois do nascimento do profeta. Este aspecto cristão, que envolve especialmente o uso de termos como "antes de Cristo", "Anno Domini", "Ano da Graça", "Ano do Senhor" e "depois de Cristo", costuma ser indiferente para não-Cristãos.

- Os estudiosos da Bíblia são virtualmente unânimes ao concordarem que o nascimento de Jesus Cristo não poderia jamais ter ocorrido após a morte de Herodes, o Grande, que aconteceu no início da primavera (boreal) do ano 4 antes de Cristo. Alguns historiadores propõe que Herodes teria morrido entre janeiro e março do 1 antes de Cristo, o que igualmente inviabiliza o 25 de dezembro do ano 1 antes de Cristo como data do nascimento de Jesus.

- É um calendário não-algébrico, isto é, não existe o ano zero no calendário Juliano-Gregoriano; passa-se diretamente de 31 de dezembro do ano 1 antes de Cristo para 1º de janeiro do ano 1 depois de Cristo.

- Anos ditos "antes de Cristo" são contados "de trás para frente" à medida que se avança do passado para o futuro, de tal modo que o ano 44 antes de Cristo ocorreu na verdade mais de dois séculos após o ano 250 antes de Cristo. Sabendo disso, as contagens da era Holocena que cruzam o limite entre os anos "antes de Cristo" e "depois de Cristo" tornam-se complicadas, o que ocorreria menos no calendário Holoceno; neste calendário, todas as datas-chave da história da civilização moderna podem ser listadas numa sequência sempre crescente de anos.

## Conversão
Para converter-se uma data Juliano-Gregoriana para o Calendário Holoceno, obedece-se a duas regras:
1- Se o ano ocorreu "antes de Cristo", subtrai-se o ano Juliano-Gregoriano a 10.001 da Era Holocena.
2- Se o ano ocorreu ou ocorre "depois de Cristo", adiciona-se 10.000 anos ao ano Juliano-Gregoriano.
Essa diferença de critérios na conversão dos anos antes e depois de Cristo deve-se à falta do Ano Zero no Calendário Juliano-Gregoriano.